# کالیفرنیا (کنتاکی)
کالیفرنیا (به انگلیسی: California) شهری در ایالت کنتاکی کشور ایالات متحده آمریکا است که جمعیت آن در سرشماری سال ۲۰۱۰ میلادی، ۹۰ نفر بوده‌است.